# Mil ciudades
Mil ciudades es el séptimo álbum de estudio del cantante colombiano Andrés Cepeda.
El álbum se caracteriza por una variedad de ritmos, entre el pop, la balada, el jazz y el rock. Asimismo, él álbum contó con dos nominaciones al Grammy Latino en las categorías Álbum del Año y Mejor Álbum Vocal Pop Tradicional. Se desprenden del mismo, algunos sencillos como: «Desesperado», «Por el resto de mi vida» y «Mejor que a ti me va» entre otros. Este último cuenta con una segunda versión junto a Fonseca, el cual fue incluido en el EP de Cepeda Compadres.
En este álbum, están incluidas las participaciones de Ricardo Montaner y Kany García.

## Lista de canciones
| N.º | Título                                  | Duración |  |
| 1.  | «Mil ciudades»                          | 2:22     |  |
| 2.  | «Desesperado»                           | 3:19     |  |
| 3.  | «Bolero sin fin»                        | 3:40     |  |
| 4.  | «Canta conmigo»                         | 3:25     |  |
| 5.  | «Eres parte de todo»                    | 3:40     |  |
| 6.  | «Yo que tanto te esperé»                | 3:31     |  |
| 7.  | «Locura mía»                            | 3:53     |  |
| 8.  | «Mejor que a ti me va»                  | 3:16     |  |
| 9.  | «La felicidad» (con Ricardo Montaner)   | 4:25     |  |
| 10. | «No te vayas todavía» (con Kany García) | 3:37     |  |
| 11. | «Imposible de olvidar»                  | 3:52     |  |
| 12. | «Pensando en ti»                        | 2:39     |  |
| 13. | «Por el resto de mi vida»               | 3:45     |  |
| 14. | «Cerquita de tu corazón»                | 325      |  |

### Ediciones especiales
| N.º | Título                               | Duración |  |
| 1.  | «Mejor que a ti me va» (con Fonseca) | 3:44     |  |